# Rio Baranca (Herța)
O Rio Baranca é um rio da Romênia afluente do Rio Herţa, localizado no distrito de Botoşani.